# Vallisneria
Vallisneria es un género de plantas acuáticas de la familia Hydrocharitaceae. Comprende 38 especies descritas y de estas, solo 13 aceptadas.

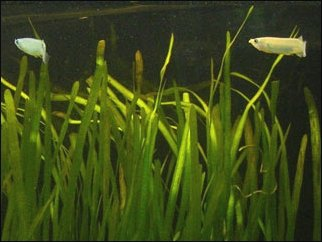
Vallisneria spiralis en un acuario tropical.

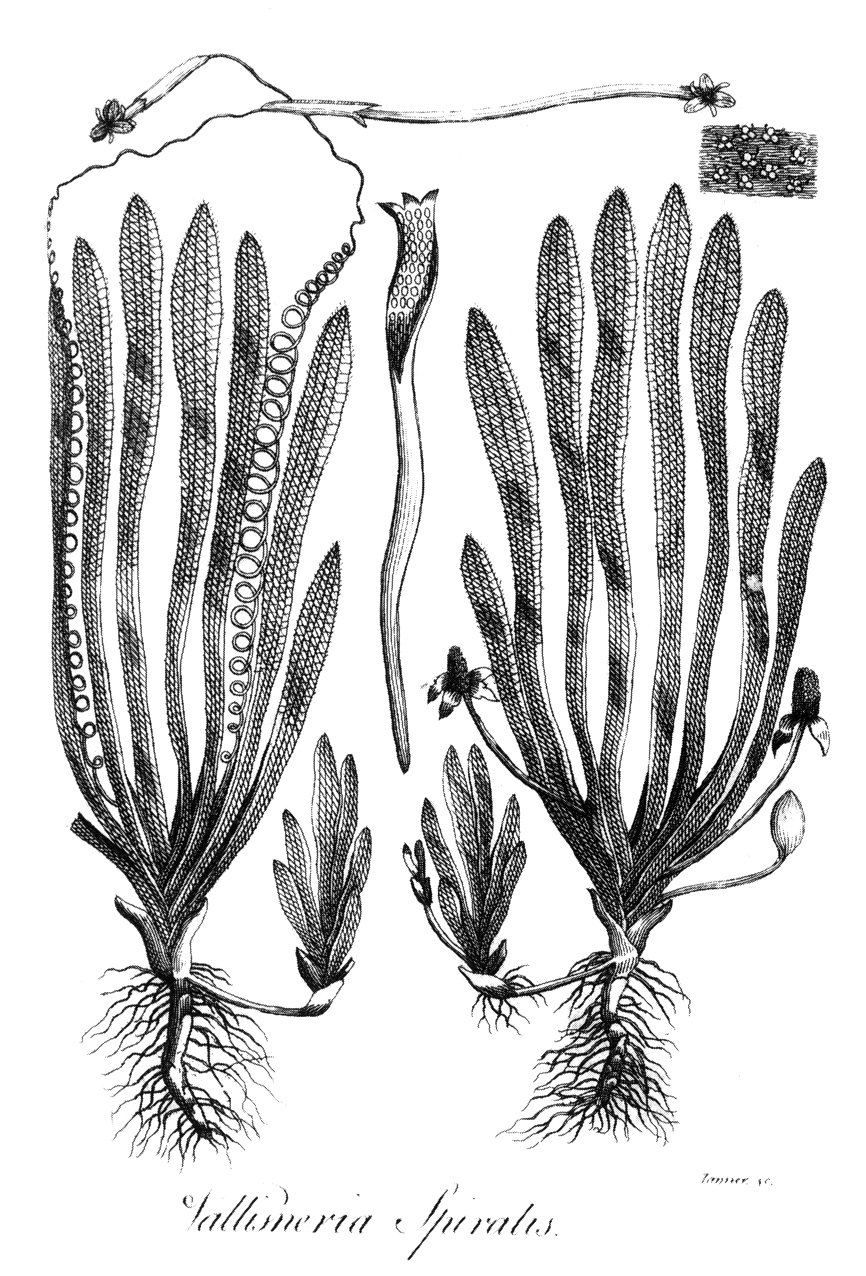
Vallisneria spiralis del Jardín Botánico (1789) de Erasmus Darwin.

## Origen
Es originaria de regiones tropicales y subtropicales de ambos hemisferios, a veces se encuentra también naturalizada en otras regiones.

## Descripción
Planta sumergida con hojas totalmente básales, bastante largas, acintadas, de medio a un centímetro de anchura, ligeramente ciliadas denticuladas en la extremidad. Los individuos masculinos y femeninos forman pies distintos. Las flores masculinas, muy pequeñas, aparecen próximas a las raíces, y adoptan una tonalidad amarilla antes de abrirse. Las femeninas están sostenidas por largos pedúnculos filiformes y espiralados. 

### Hábitat
- Temperatura: 15-22 °C, con el óptimo alrededor de los 18-20 °C.
- pH: neutro
- Dureza del agua: media
- iluminación: intensa
- sustrato: arenoso, pero es aconsejable la utilización de una mezcla formada a base de arena, arcilla y mantillo a partes iguales.

## Multiplicación
Mediante los estolones que son portadores de una roseta de hojas.
Maurice Maeterlinck lo describe en "La inteligencia de las flores" como: 
"Toda la existencia de la pequeña planta transcurre en el fondo del agua, en una especie de semisueño, hasta la hora nupcial en que aspira a una vida nueva. Entonces la flor hembra desarrolla lentamente la larga espiral de su pedúnculo, sube, emerge, domina y se abre en la superficie del estanque. De un tronco vecino, las flores masculinas la vislumbran a través del agua iluminada por el sol se elevan a su vez, llenas de esperanza, hacia la que se balancea. Las espera y las llama en un mundo mágico."

## Taxonomía
El género fue descrito por Carlos Linneo y publicado en Species Plantarum 2: 1015. 1753. La especie tipo es: Vallisneria spiralis L.  

## Especies aceptadas
A continuación se brinda un listado de las especies del género Vallisneria aceptadas hasta septiembre de 2014, ordenadas alfabéticamente. Para cada una se indica el nombre binomial seguido del autor. abreviado según las convenciones y usos.	
- Vallisneria americana Michx.
- Vallisneria anhuiensis X.S.Shen
- Vallisneria annua S.W.L.Jacobs & K.A.Frank
- Vallisneria australis S.W.L.Jacobs & Les
- Vallisneria caulescens F.M.Bailey & F.Muell.
- Vallisneria erecta S.W.L.Jacobs
- Vallisneria longipedunculata X.S.Shen
- Vallisneria nana R.Br.
- Vallisneria natans (Lour.) H.Hara
- Vallisneria rubra (Rendle) Les & S.W.L.Jacobs
- Vallisneria spinulosa S.Z.Yan
- Vallisneria spiralis L.